# Fellabær
Fellabær ([ˈfɛtlaˌpaiːr̥]) es una localidad de Islandia en el municipio de Fljótsdalshérað al este de la isla, en la región de Austurland. Localizada al noroeste de Egilsstadir la separa el glaciar de Logurinn. Se encuentra en una de las principales tierras bajas de la región.

## Transporte
La carretera Hringvegur pasa por la localidad, la mayor parte se encuentra al norte de ella. Al este de Fellabær se ubica el aeropuerto de Egilsstaðir.